# Osvaldo Ríos
Osvaldo Rios Alonso (Carolina, 25 de outubro de 1960), mais conhecido como Osvaldo Ríos, é um ator e cantor porto-riquenho. É mais conhecido por seus papéis em telenovelas.

## Biografia
Ele já apareceu em várias telenovelas, incluindo Abrázame muy fuerte, a versão de 1996 da La Viuda de Blanco, e a telenovela venezuelana, Kassandra, na qual interpretou os gêmeos Luis David e Inácio, e foi exibido no Brasil, em 2000, transmitido pela emissora SBT.
Em 2007, Rios desempenhou o papel de Don Alejandro de la Vega na telenovela colombiana, Zorro: La Espada y la Rosa. Ele desempenha o papel de Santiago na telenovela El Juramento produzido pela Telemundo.
Ele foi casado três vezes, com a atriz Sully Diaz, a jornalista Carmen Dominicci e com Geraldine Fernández. Ele tem dois filhos, Giuliano e Osvaldo. Ele também teve um romance com a cantora Shakira, que o fez avançar a sua carreira.
Ele iniciou sua carreira como músico em 1982. Seu primeiro álbum "Osvaldo" foi lançado em Janeiro de 1984. Desde esse tempo, ele lançou 11 álbuns e muitos deles foram sido muito bem sucedidos, vendendo mais de 8 milhões de álbuns em todo o mundo.[carece de fontes?]

## Filmografia

### Telenovelas
As produções de telenovelas que Osvaldo atuou são:[carece de fontes?]
- Triunfo del Amor (2010) - Osvaldo Sandoval
- Corazón Salvaje (2009) - Juan de Dios San Román
- El Juramento (2008) - Santiago de Landeros
- Zorro, la espada y la rosa (2007) - Alejandro de la Vega
- Decisiones (2006)
- Ángel rebelde (2004) - Alejandro Valderrama
- Gata salvaje (2002) - Silvano Santana Castro
- Abrázame muy fuerte (2001) - Diego Hernández
- Rauzán (2000) - Sebastian de Mendoza
- La viuda de Blanco - Diego Blanco Albarracín
- Tres destinos (1993) - Juan Carlos
- Kassandra (1992) - Ignácio Contreras/Luis David Contreras
- Amor de nadie (1990)

### Cinema
As produções de cinema que Osvaldo atuou são:[carece de fontes?]
- Elsa & Fred (2014)
- Más allá del límite (2002) - Andrés 'El Indio' Solís
- Plaza vacante (2002)
- Bento Cego (2001)
- Chona, la puerca asesina (1990) - Alejandro